# Raymond Préfontaine

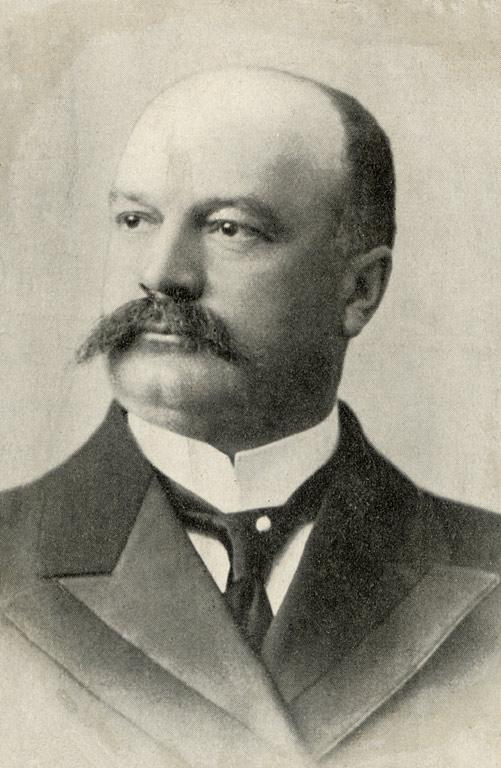
Raymond Préfontaine

Raymond Préfontaine, PC (* 16. September 1850 in Longueuil, Provinz Kanada; † 25. Dezember 1905 in Paris, Frankreich) war ein kanadischer Politiker (Liberale Partei). Von 1898 bis 1902 war er Bürgermeister der Stadt Montreal, von 1886 bis zu seinem Tod Abgeordneter des kanadischen Unterhauses. In der Bundesregierung von Wilfrid Laurier amtierte er ab 1902 als Seefahrt- und Fischereiminister.

## Biografie
Préfontaine wuchs auf dem elterlichen Bauernhof auf, der zu den größten in der Region Longueuil gehörte. Nachdem er in Montreal das Collège Sainte-Marie absolviert hatte, studierte er an der Rechtsfakultät der McGill University. 1873 erhielt er die Zulassung als Rechtsanwalt. Als Kandidat der Parti libéral du Québec trat er 1875 zu den Wahlen der Legislativversammlung von Québec an und wurde im Wahlkreis Chambly gewählt. 1878 unterlag er dem konservativen Gegenkandidaten, doch der Wahlgang wurde für ungültig erklärt, so dass er 1879 bei einer Nachwahl wieder ins Provinzparlament einzog. 1881 verlor er ein weiteres Mal.
Ab 1879 amtierte Préfontaine als Bürgermeister von Hochelaga, wobei er gezielt darauf hinarbeitete, diesen damals noch eigenständigen Vorort mit Montreal zu fusionieren. Zu diesem Zweck realisierte er zahlreiche Infrastrukturprojekte. Schließlich wurde Hochelaga 1883 eingemeindet und Préfontaine wurde in den Montrealer Stadtrat gewählt. Bei einer Nachwahl um einen frei gewordenen Sitz im Unterhaus kandidierte er 1886 für die Liberale Partei und setzte sich mit 81 Stimmen Vorsprung durch. In der Folge gelang ihm sechs Mal die Wiederwahl.
Da er die ersten zehn Jahre der Opposition angehörte, blieb Préfontaine weiterhin genügend Zeit für die Kommunalpolitik, weshalb er weiterhin dem Stadtrat angehörte. 1889 übernahm er den Vorsitz der einflussreichen städtischen Straßenbaukommission. Systematisch verbesserte er die Straßen und sorgte mit zahlreichen Maßnahmen für die Verschönerung des Stadtbildes. Die bisher dominierende anglophone Elite warf ihm vor, seine zahlreichen Arbeitsbeschaffungsmaßnahmen und Projekte kämen ausschließlich den Frankophonen zugute. Nachdem er im Februar 1898 zum Bürgermeister gewählt worden war, wurden zahlreiche Skandale in der Stadtverwaltung aufgedeckt. Gemäß einem Untersuchungsbericht waren diese überwiegend aufgrund seiner eingeschränkten Aufsichtsmöglichkeiten zustande gekommen. Als Folge der Untersuchung trat 1899 eine neue Gemeindeordnung in Kraft, welche die Stadtverwaltung grundlegend reformierte.
Im Februar 1902 verzichtete Préfontaine auf die Wiederwahl als Bürgermeister und wandte sich verstärkt der Bundespolitik zu. Premierminister Wilfrid Laurier nahm ihn am 11. November desselben Jahres in sein Kabinett auf. Als Minister für Seefahrt und Fischerei setzte er Projekte zur Verbesserung der Flussschifffahrt auf dem Sankt-Lorenz-Strom um. Er schuf auch eine Behörde zur Untersuchung von Schiffsunglücken und beauftragte Kapitän Joseph-Elzéar Bernier mit der Erforschung der Arktis. Ende 1905 reiste Préfontaine zu Verhandlungen nach Großbritannien und Frankreich. In Paris verstarb er an einer Angina Pectoris. Nachdem die französische Regierung eine Trauerfeier in der Kirche La Madeleine organisiert hatte, brachte ein britisches Kriegsschiff seine sterblichen Überreste nach Kanada.
Nach ihm ist unter anderem die Montrealer U-Bahn-Station Préfontaine benannt.